# Caterina de' Medici
Caterina de' Medici nume complet:Caterina Maria Romola di Lorenzo de' Medici (n. 13 aprilie 1519, Florența, Republica Florentină – d. 5 ianuarie 1589, Blois, Centre-Val de Loire, Franța) a fost regina Franței și soția regelui Henric al II-lea al Franței, precum și mamă a trei regi aparținând Casei de Valois. S-a născut în Italia, purtând numele de Caterina Maria Romola di Lorenzo de' Medici, iar mai târziu a trăit în Franța sub numele Catherine de Médicis. Mai întâi regină, apoi regentă a Franței, Caterina a fost o figură emblematică a secolului al XVI-lea. Numele său este legat de războaiele religioase. Rolul său în masacrul din Noaptea Sfântului Bartolomeu face din ea o figură controversată, chiar și în prezent.
„Era ea cea care făcea totul, regele nu mișca un pai fără ca ea să știe”—Pierre de l'Estoile

## Date biografice

### Copilăria

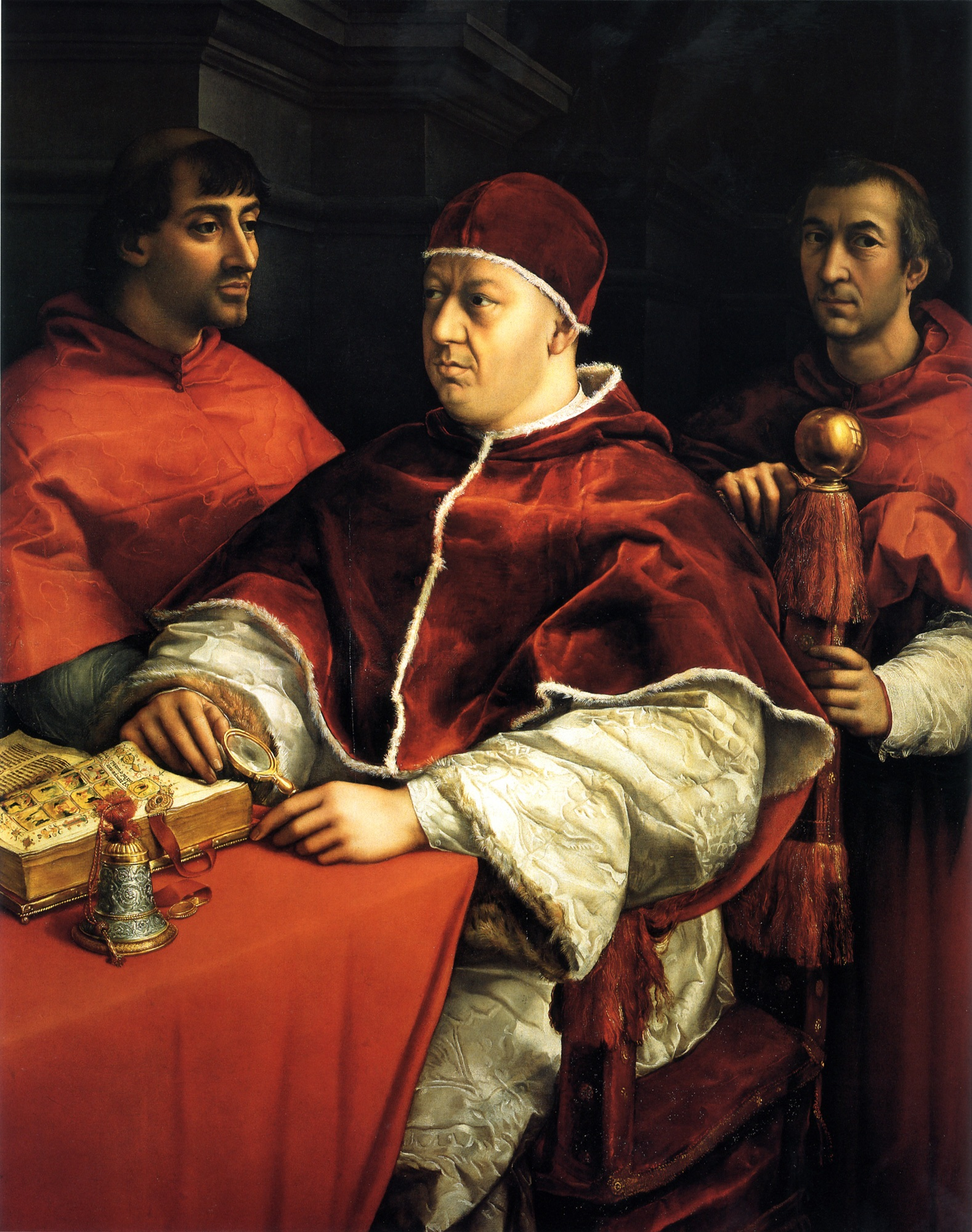
Portretul papei Leon al X-lea cu cardinalul Giulio de Medici (viitorul Clement al VII-lea) și Luigi de Rossi.

Născută în Florența, a fost fiica lui Lorenzo II de Medici, duce de Urbino, (nepotul lui Lorenzo Magnificul) și a prințesei Madeleine de la Tour d'Auvergne. Și-a pierdut ambii părinți prematur, Madeleine moare la 28 aprilie 1519 de febră puerperală, iar Lorenzo moare câteva zile mai târziu; Caterina rămâne orfană la 3 săptămâni. Este încredințată mătușilor ei și papei Leon al X-lea, care aparținea și el familiei Medici. O parte din copilărie o petrece în mănăstire, iar mai târziu merge la unchiul și verișorii ei la Roma. Poartă titlul de Ducesă de Urbino, este unica moștenitoare a imensei averi a familiei Medici, iar poporul florentin o alintă duchessina, „mica ducesă”. În 1523 unchiul său este ales papă cu numele de Clement al VII-lea. În 1529 este luată ostatică de florentini (avea opt ani), iar apoi trupele papei asediază Florența. Avea doar paisprezece ani (28 octombrie 1533) când s-a măritat cu Ducele de Orléans (viitorul rege al Franței Henric al II-lea, la Marsilia. Unchiul ei, Clement al VII-lea este cel care a refuzat acordarea divorțului lui Henric al VIII-lea de prima lui soție, Caterina de Aragon. Deși acesta i se adresa Caterinei cu apelativul de nepoată, era de fapt văr de gradul întâi al bunicului ei.
Papa Clement al VII-lea a fost cel care a perfectat mariajul ei, discutând cu tatăl lui Henric, Francisc I al Franței. Acesta era implicat în lupta împotriva lui Carol Quintul, luptă pe care avea să o ducă pe parcursul întregii sale vieți. A fost încântat de oportunitatea pe care i-o oferea mariajul fiului său de a-și întări influența în peninsula Italiei, iar zestrea imensă a Caterinei trebuia să acopere datoriile casei regale.

### Viața cu Henric al II-lea

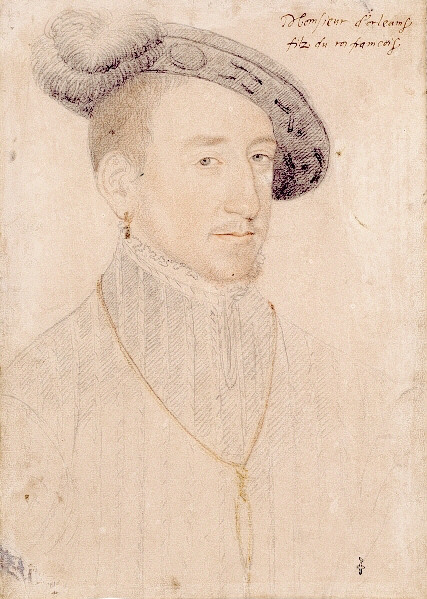
Henric al II-lea, de Corneille de Lyon. Henric în timpul copilăriei sale a petrecut patru ani și jumătate ca prizonier în Spania, fapt care l-a marcat pe viață făcându-l introvertit și întunecat.

Nunta a avut loc în 28 octombrie 1533 la Église Saint-Ferreol les Augustins la Marsilia Caterina era atractivă și inteligentă, dar pe parcursul domniei lui Francisc I, a exercitat puțină influență în Franța. Era tânără și era o străină într-o țară care avea o mare greutate pe scena politică, fiind pusă în umbră de persoane mai importante. În primul an de căsătorie îl vede puțin pe Henric, dar doamnele de la curte o tratează bine,  impresionate de inteligența și ascuțimea minții ei. Moartea lui Clement al VII-lea în 25 septembrie 1534 îi subminează poziția la curte. Noul papă Paul al III-lea, rupe alianța cu Franța și refuză să plătească zestrea imensă a Caterinei. Regele Francisc se plânge "fata a venit  la mine goală".Prințul nu are nici un interes pentru soție, în schimb fără să se ascundă are amante. Una dintre ele, Philippa Duci dă naștere unei fetițe pe care el o recunoaște public. Caterina, după zece ani de căsnicie, încă nu avea copii. În consecință, zvonurile despre un posibil divorț au apărut la curte, și se pare că însuși regele era alarmat de infertilitatea mariajului său și tentat să dea curs unui asemenea demers. Mai târziu, Caterina avea sa fie pusă în umbră definitiv de amanta lui Henric al II-lea,  Diane de Poitiers. 
Dar Caterina a avut într-un târziu așteptații copii, iar Francisc I a trăit suficient spre a-și vedea nepoții, înainte de a închide definitiv ochii. Intră în arena politică după moartea lui Henric al II-lea, când Carol al IX-lea avea zece ani. După moartea lui Carol al IX-lea, joacă un rol cheie în regatul celui de-al treilea fiu Henric al III-lea, care renunță la sfaturile sale doar în ultima lună de viață a Caterinei.

### Regină

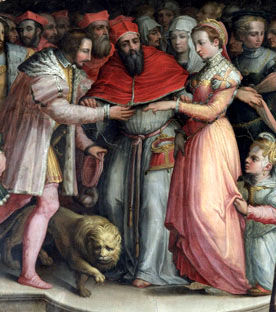
Căsătoria Caterinei cu Henric, pictată șaptesprezece ani mai târziu.

În 1538, Henric,care avea 19 ani, a început o relație de durată cu Diane de Poitiers(38 de ani), după moartea soțului acesteia, cu care fusese prieten apropiat, pe care o va adora toată viața. Pe durata domniei soțului ei (1547-1559), Caterina a trăit retrasă, a dus o viață pasivă, observând totuși ce se petrecea în jurul ei. Caterina era geloasă din cauza relației soțului ei cu Poitiers, dar nu a avut autoritatea necesară pentru a o stopa. Pentru a se consola adună în jurul ei o curte formată din italieni: Ruggeri, Simeoni, Strozzi, Gondi, toți intră în aparatul administrativ regal. 
În ceea ce îl privea, Henric e atașat de Diana, în care are încredere deplină.  De altfel, trăiește sub influența ei următorii  ani, aceasta controlând cu abilitate din postura ei de iubită a regelui decizii politice. Conștientă de rolul pe care îl juca, avea intervenții competente și nu abuza de statutul câștigat.
În 1552, când regele pleacă în campania de la Metz, Caterina rămâne să conducă regatul, cu ajutorul conetabilului Anne de Montmorency. Puțin mai târziu e trimisă de rege la parlament pentru a cere banii necesari continuării campaniei în Italia. Situația e restabilită în 1558, iar în 1559 este semnată pacea la Cateau-Cambrésis. Prin acest tratat Franța pierde posesiuni importante în Italia, iar Caterina e furioasă. 
În iulie 1559 Henric al II-lea este grav rănit la un ochi în timpul unui turnir, în timp ce se duela cu Gabriel de Montgomery, cu ocazia căsătoriei fiicei sale Elisabeta cu Filip al II-lea al Spaniei, oficiată prin procură. Lancea lui Montgomery s-a rupt în fața regelui, iar Caterina, Diana de Poitiers și prințul Francisc au leșinat. Regele e dus  la Château de Tournelles și din capul său sunt extrase cinci așchii, una din ochi și din creier. În următoarele zece zile starea regelui e schimbătoare. Uneori se simte bine încât poate scrie scrisori sau asculta muzică. Cu toate acestea încet încet își pierde vederea, nu mai poate vorbi și apoi moare în 10 iulie 1559. Pentru a-și arăta durerea pentru moartea regelui ia decizia de a purta numai haine de culoare neagră în semn de doliu, chiar dacă doliul regal era culoarea albă. Își schimbă și emblema: eșarfa lui Iris cu toate culorile curcubeului, devine o lance ruptă cu următorul motto: de aici lacrimile mele, de aici durerea mea (Lacrymae hinc,hinc dolor).

### După moartea lui Henric al II-lea

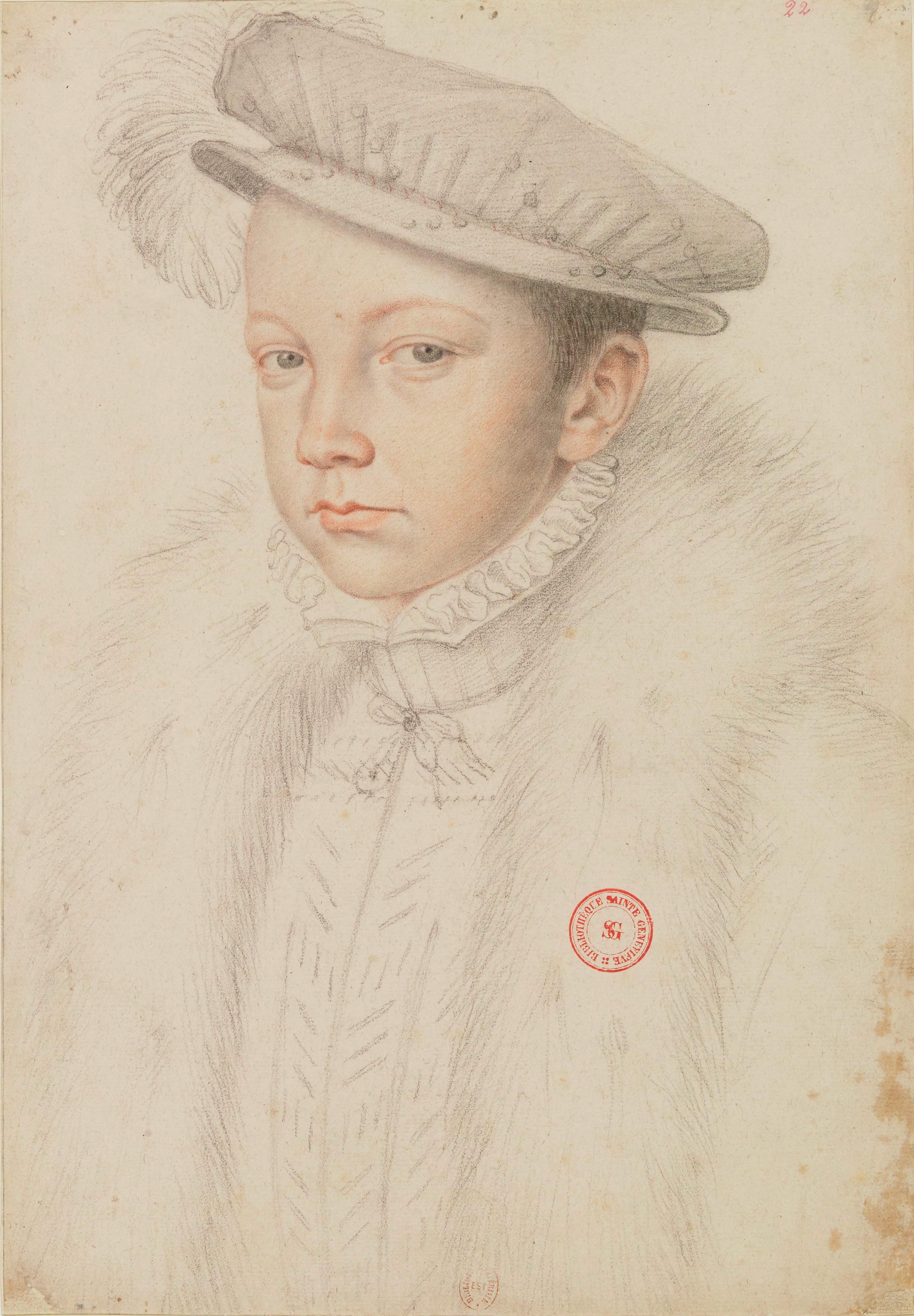
Francisc al II-lea, de Francois Clouet 1560. Francisc a găsit coroana atât de grea la încoronarea sa, încât a avut nevoie de patru nobili să-l ajute să urce treptele spre tron.

Lui Henric al II-lea îi urmează la tron Francisc al II-lea care avea 15 ani. În ceea ce a fost numită o lovitură de stat, cardinalul de Lorena și ducele de Guise -a căror nepoată Maria, regina Scoției fusese căsătorită cu un an înainte cu Francisc, preiau puterea a doua zi după moartea lui Henric. Aceștia se instalează la Luvru cu tânărul cuplu. Ambasadorul englez raportează câteva zile mai târziu: „familia Guise conduce din spatele regelui”. Toată lumea se așteaptă ca ea să dispară de la curte: Caterina ar trebui să rămână 40 de zile în locul unde a murit soțul ei.   
Dar din prima zi Caterina nu are intenția să se opună familiei de Guise, bogați și înrudiți cu familia regală, care au preluat conducerea. Intervine doar în redistribuirea favorurilor regale, iar fosta favorită Diana de Poitiers trebuie să restituie bijuteriile coroanei și primește castelul de Chaumont în schimbul celui de Chenonceau, care Caterina dorește să se întoarcă la coroană.
Soția fiului ei, Maria, regina Scoției, prea puțin dispusă să se amestece în politică pe cont propriu. Cu toate acestea Caterina nu încearcă să se impună, îi lasă mereu primul loc, prima ei preocupare fiind sănătatea lui Francisc al II-lea care suferă de o malformație congenitală. Prinsă între familia de Guise care aparținea partidului catolic și protestanți, e constrânsă să facă joc dublu. Luând contact cu protestanții și prințul de Condé iși atrage neîncrederea și suspiciunea familiei de Guise care o izolează din politică. Este izolată din consiliu, nu poate să-și exprime părerea și nu poate împiedica execuția lui Anne de Bourg în 1559. În iulie 1560 este ales cancelar al Franței Michel de l'Hôpital care cere sprijinul organelor constituționale din Franța și lucrează îndeaproape cu Caterina, pentru a apăra legea în fața anarhiei în creștere. La 20 august 1560 Caterina și Michel de l'Hôpital susțin această politică în fața unui ansamblu de notabili la Fontainebleau. Istoricii consideră acest fapt un exemplu timpuriu al stilului de conducere al Caterinei. Între timp principele de Condé ridică o armată și atacă sudul orașului. Caterina îi ordonă să vină la curte, iar când ajunge este arestat. În noiembrie este judecat de trădare împotriva coroanei și condamnat la moarte. Îl salvează moartea regelui, ca urmare a unei infecții la o ureche. Când Caterina vede că Francisc e pe moarte, face un pact cu Antoine de Bourbon prin care el renunță la dreptul său la regență în schimbul eliberării fratelui său prințul de Condé. Moartea lui Francisc al II-lea în decembrie 1560 o îndurerează profund, dar îi permite să ia în mână puterea. Carol al IX-lea are doar 10 ani în 1560 când urcă pe tron, iar Caterina este numită de consiliul Privy gouvernante de France, guvernantă a Franței cu puteri depline. Ea scrie fiicei sale Elisabeta „scopul meu principal este să  am onoarea lui Dumnezeu în toate lucrurile și să păstrez autoritatea nu pentru mine, ci pentru conservarea acestui regat și pentru binele tuturor fraților săi”.

### Regența

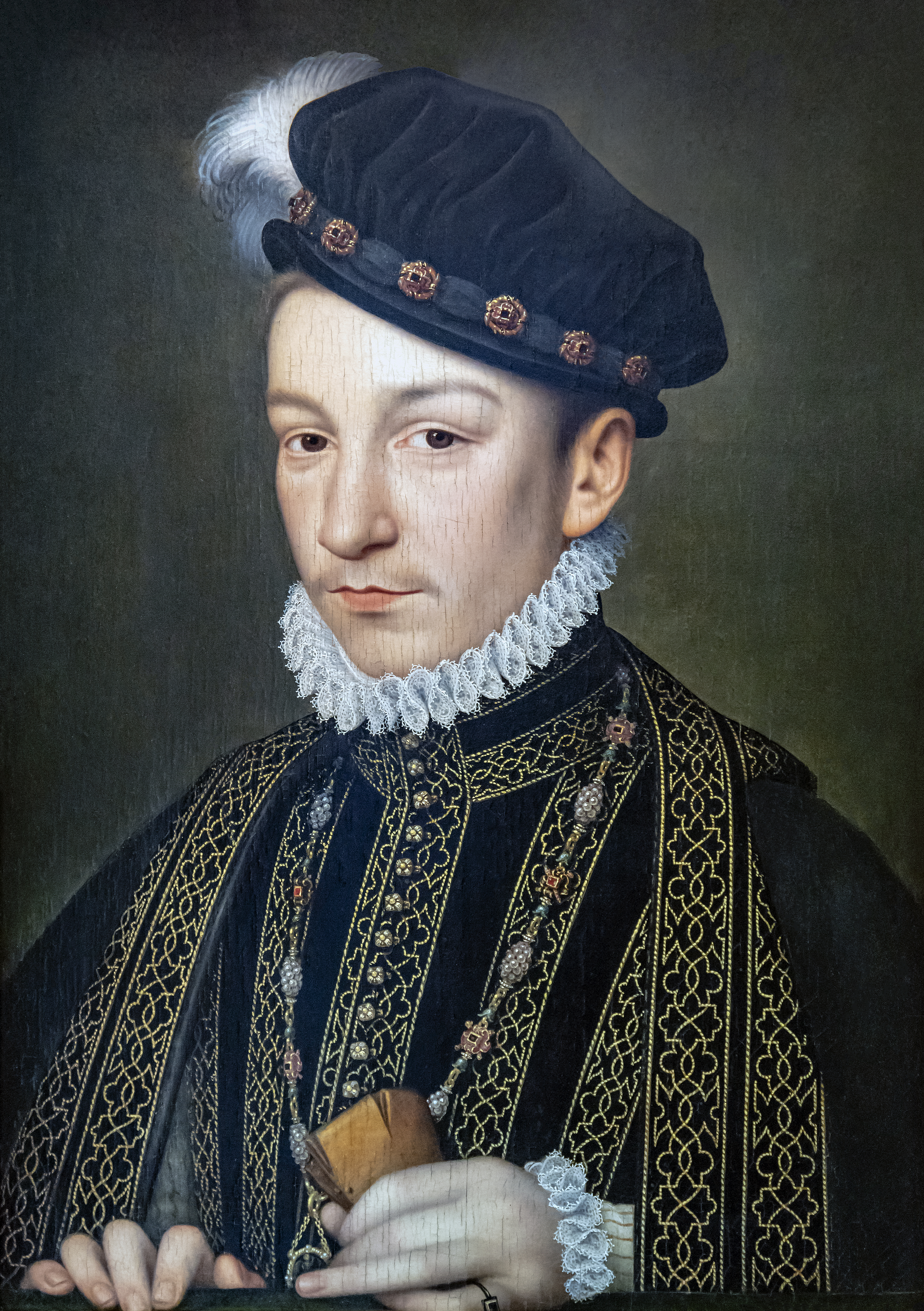
Carol al IX-lea, de Francois Clouet.

Ambasadorul venețian Giovanni Michiel l-a descris pe Carol al IX-lea ca fiind „un copil admirabil cu ochi buni,mișcări grațioase chiar dacă nu e robust. Nu poate practica exercițiile fizice violente pentru că are probleme de respirație”.
Caterina era influențată de două curente: erasmismul, orientat spre o politică de pace și neo-platonismul care predică misiunea divină a suveranului pentru ca armonia să domnească în propriul regat. Ea prezidează consiliul, decide în politică, controlează afacerile de stat, dar nu reușește să controleze cu adevărat întreaga țară care este la un pas de războiul civil. Problemele cu care se confruntă Caterina sunt complexe și poate dificil de înțeles fiind străină. Ea cheamă liderii bisericii din ambele părți pentru a încerca să rezolve diferențele religioase. Cu tot optimismul său Colocviul de la Poissy se termină cu un eșec și se autodizolvă la 13 octombrie 1561, fără acordul Caterinei. Poate dă greș pentru că ea vede decalajul religios doar din punct de vedere politic.După cum spune istoricul R.J.Knecht "ea a subestimat puterea de convingere religioasă, imaginând că totul va fi bine dacă ea ar putea face ca liderii partidelor politice să fie de acord". La 17 ianuarie 1562 Edictul de la Saint-Germain constituie o adevărată revoluție subliniind legătura sfântă între unitatea religioasă și continuitatea organizației politice. Acest edict autorizează libertatea de cult și de conștiință pentru protestanți, cu condiția ca aceștia să restituie toate locurile de cult pe care le aveau. Edictul nu are succes din cauza antagonismelor prea puternice dintre hughenoți și catolici. Primul război religios începe în 1562 cu Masacrul de la Wassy, opera familiei de Guise. În 1 martie 1562 ducele de Guise și oamenii lui au atacat și închis într-un hambar un grup de hughenoți omorând 74 și rănind 104. Ducele a denumit masacrul un accident regretabil și a fost ovaționat pe străzile Parisului în timp ce hughenoții cereau răzbunare. A fost fitilul care a declanșat războiul civil în Franța. În următorii treizeci de ani Franța se va afla într-o stare de război civil sau armistițiu armat. În termen de o lună Luis de Bourbon, prinț de Condé și amiralul Gaspard de Coligny adună o armată de 1800 de soldați, fac o alianță cu Anglia și încep să cucerească oraș după oraș în Franța. Caterina se întâlnește cu Coligny, dar acesta refuză să  dea înapoi. Rebelii au semnat tratatul de la Hampton Court, cu Elisabeta I, oferindu-i Le Havre (pentru a fi schimbat ulterior cu Calais) în schimbul sprijinului său. Prin urmare ea îi spune "Din moment ce te bazezi pe forțele tale, noi ți-o vom arăta pe a noastră". Armata regală lovește și hughenoții sunt asediați la Rouen. Caterina îl vizitează pe patul de moarte pe Antoine de Bourbon, rege al Navarei, împușcat mortal. În 18 februarie 1563, un spion, Jean de Poltrot, îl ucide pe ducele de Guise în timpul asediului din Orléans. Cu toate că moartea acestui aristocrat va complica războiul civil, Caterina este mulțumită. Îi spune ambasadorului venețian: "dacă ducele de Guise ar fi murit mai devreme, am fi făcut pacea mai repede". Caterina oferă hughenoților Edictul de la Amboise, cunoscut și ca Edictul de Pacificare, în 19 martie 1563. Caterina acum îi adună pe hughenoți și pe catolici pentru a lua Le Havre din mâna englezilor. În august 1563 Carol al IX-lea devine major, iar Caterina renunță la regență, dar Carol al IX-lea îi reconfirmă imediat puterea inițială.

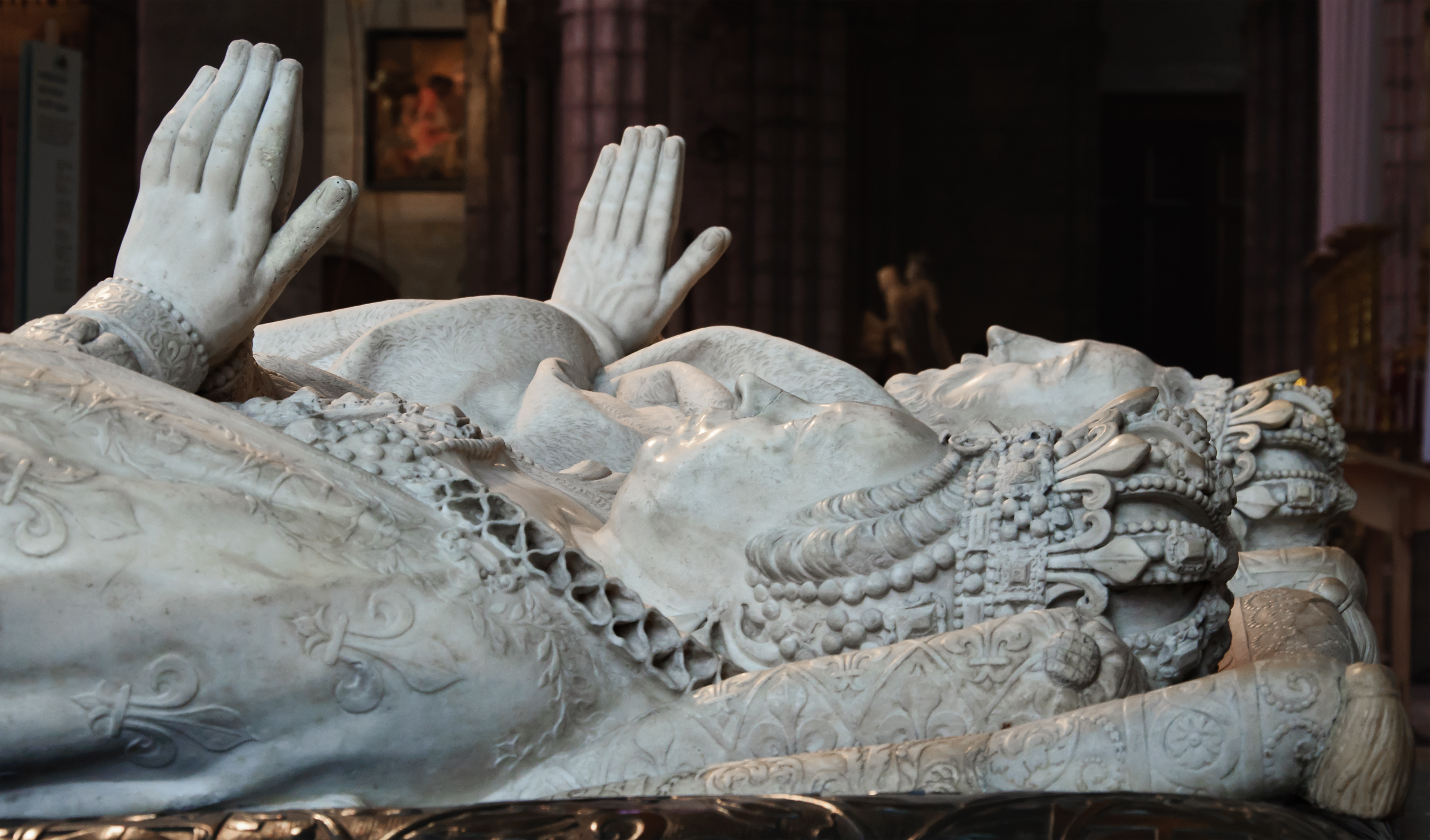
Mormântul Caterinei și a lui Henric al II-lea la Saint-Denis.

În această perioadă Caterina renovează și construiește unele proprietăți regale:Philibert Delorme reface Palatul Tuileries, iar Primaticcio construiește mausoleul familiei de Valois, în onoarea lui Henric al II-lea la Saint-Denis.
În februarie și martie 1564 organizează baluri fastuoase la Fontainebleau , iar în martie același an începe Marea călătorie de-a lungul Franței a lui Carol al IX-lea, dorită și organizată de Caterina. Călătoria durează 28 de luni, până în 1566. La fiecare etapă Carol al IX-lea și mama sa se arată mulțimii, Caterina vrea ca fiul său să fie cunoscut de popor. În 1567 reîncep conflictele interne, e rândul Surprizei de la Meaux, iar Caterina și fiul său se refugiază la Paris.Surpriza de la Meaux a reprezentat un punct de cotitură în politica Caterinei față de hughenoți. Din acel moment a abandonat orice compromis, în schimbul unei politici de represiune. Popularitatea reginei mamă scade tot mai mult în fața opiniei publice. Situația se înrăutățește continuu, iar politica de toleranță se pare că nu mai funcționează. Caterina trece din nou de partea catolicilor și în mai 1568 îl concediază pe Michel de l'Hôpital. Urmează lupte teribile, care duc țara în ruină. La 8 august 1570 Carol al IX-lea și amiralul Coligny semnează Tratatul de la Saint Germain punând capăt celui de-al treilea război religios. Cu această ocazie Caterina oferă mâna fiicei sale Margareta de Valois 
de religie catolică, lui Henric al III-lea de Navara hughenot, pentru a consolida pacea.

## Noaptea Sfântului Bartolomeu

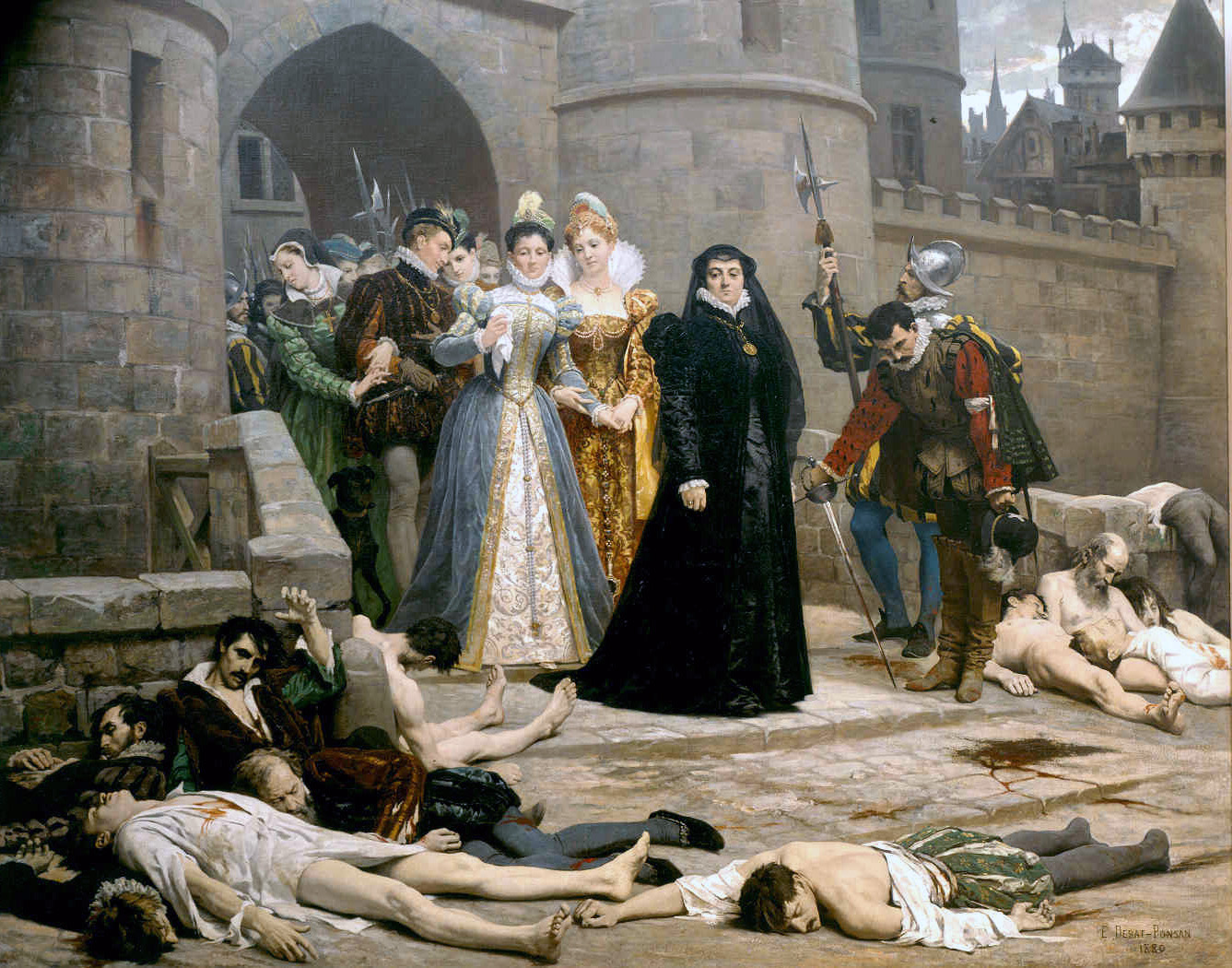
Dimineața la porțile Luvrului, de Éduard Debat-Ponsan, 1880.

Totuși  curând începe să se îngrijoreze de importanța crescândă a partidului hughenot și influența amiralului de Coligny asupra regelui.În 21 august amiralul Coligny este rănit la mână și la braț, fiind împușcat de la fereastra unei case. Este tratat în locuința lui de la Hôtel de Bethisy de chirurgul Ambroise Paré, care-i extrage un glonț din cot și îi amputează un deget cu o foarfecă. Caterina, de care s-a spus că a primit vestea fără să arate nici o emoție, îl vizitează în lacrimi și îi promite să-l pedepsească pe vinovat.Două zile mai târziu Coligny este ucis. Mulți istorici au acuzat-o pe Caterina de atentatul asupra lui Coligny. Alții au spus că a fost familia de Guise, sau a fost un complot spaniol-papal pentru a pune capăt influenței amiralului asupra regelui. Oricare ar fi adevărul, baia de sânge care a urmat, a fost în curând dincolo de controlul Caterinei sau a oricărui lider. Încercase o ultimă împăcare organizând nunta fiicei sale Margareta cu    Henric al III-lea de Navara, care după moartea prințului de Condé, era căpetenia hughenoților. Dar în fața intransigenței celor două părți, consimte să fie uciși principalii conducători hughenoți veniți la Paris, cu ocazia căsătoriei. Masacrul, numit Noaptea Sfântului Bartolomeu, începe în noaptea dintre 23 și 24 august 1572. Ipoteze contradictorii se înfruntă și în zilele noastre asupra responsabilității acestui masacru. Una dintre acestea atribuie vina Caterinei, alții insistă asupra dorinței latente a tânărului rege de a se scutura de influența mamei sale și de politica sa de toleranță. Nu se știe dacă a fost sau nu de acord când Carol al IX-lea a spus: "Atunci să-i ucidem! Ucideți-i pe toți!" . Masacrul, care a făcut mii de victime la Paris și în provincie și a continuat pentru săptămâni, se poate defini în cuvintele istoricului Jules Michelet: "Sfântul Bartolomeu nu a durat o zi, ci un sezon". Acest masacru a cântărit greu asupra popularității  Caterinei, lăsând o amintire de neșters posterității. În 29 septembrie când Henric de Navarra îngenunchează în fața altarului ca un romano-catolic, după ce se convertise pentru a nu fi ucis, Caterina se întoarce spre ambasadori și izbucnește în râs. Din acest moment datează legenda reginei italiene rea. Scriitorii hughenoți au marcat-o pe Caterina ca o intrigantă italiană ce a acționat după principiul lui Machiavelli acela, de a-și ucide toți dușmanii dintr-o singură lovitură. Doi ani mai târziu Caterina se confruntă cu o nouă criză, Carol moare de tuberculoză. Cu o zi înainte de a muri, Carol al IX-lea o numește regentă pe Caterina,  deoarece Ducele d'Anjou, urmașul la tron este în Polonia. Ducele d'Anjou, al treilea fiu al Caterinei, după întoarcerea din Polonia unde fusese ales rege îi urmează fratelui său la tron cu numele deHenric al III-lea. Henric este preferatul mamei sale, fără urmă de dubiu cel mai inteligent dintre cei trei frați și cel mai sănătos, deși are plămânii slabi și suferă de oboseală constantă. Caterina îl lasă să guverneze singur, fără a înceta să încerce să mențină pacea internă. Cu toate acestea, Henric se dovedește capricios în cea ce privește guvernarea, se bazează pe Caterina și echipa ei de secretari până cu puțin timp înainte de moartea Caterinei. Se ascunde de multe ori de afacerile de stat, cufundându-se în acte de pietate cum ar fi pelerinaje și flagerare. În 1578 Caterina începe  a doua călătorie prin Franța care o duce la Nérac, unde încearcă s-o convingă pe Margareta să se împace cu Henric de  Navara. Apoi în conflictul care îi vede inamici pe rege și pe propriul frate François duce d'Alençon, este prezentă constant până la restabilirea păcii. Chiar dacă are aproape șaizeci de ani, nu încetează să plătească impopularitatea coroanei franceze.Dar în final eforturile sale fac să recâștige respectul poporului francez. Adevăratul triumf al Caterinei, este când ajunsă la Paris în 1579,  după călătoria prin țară, lumea iese pe străzi și aclamă această femeie de aproape 60 de ani care găsește forța și încăpățânarea să lupte pentru un ideal. Ambasadorul venețian Gerolamo Lipomanno, a scris: "Ea este o prințesă neobosită, născută pentru a îmblânzii un popor indisciplinat ca cel francez. Ei recunosc acum meritele sale, preocuparea ei pentru unitate și le pare rău că nu au apreciat-o mai devreme". Cu toate acestea, Caterina nu-și face iluzii. În 25 noiembrie 1579, ea îi scrie fiului său: "Tu te afli în pragul unei revolte generale. Oricine vă spune altfel e un mincinos". În 1588 în Ziua Baricadelor reginei mamă nu-i este teamă să înfrunte revolta din Paris, făcându-și drum printre baricadele Parisului. Cu puterea ei de a se bate cu toți și împotriva tuturor pentru a păstra armonia internă a regatului, Caterina de Medici a devenit înaintea contemporanilor o figură ieșită din comun, care impune respect.

## Înfrângerea și sfârșitul

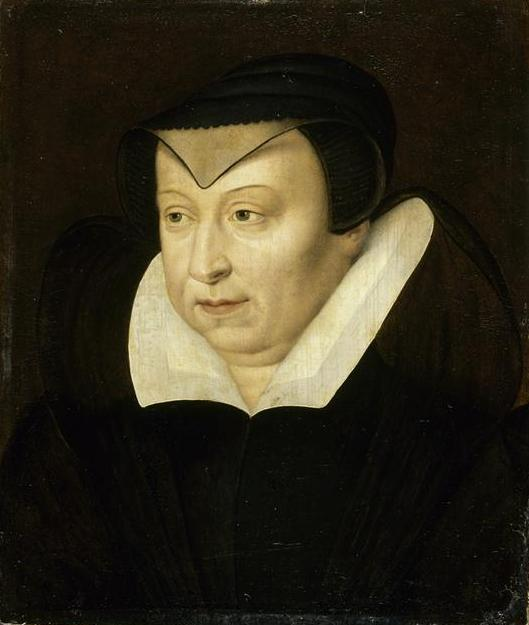
Caterina de Medici (circa 1585)

Franța este zguduită din nou de războaiele religioase.
La 8 septembrie 1588 Henric își concediază miniștrii și mulțumește mamei sale pentru tot ceea ce a făcut. El o numește nu numai mamă a regelui, dar și mamă a statului. În 23 decembrie îl cheamă pe ducele de Guise la Castelul Blois. Intrat în camera regelui patruzeci și cinci de lame îi străpung corpul și moare la picioarele patului regelui. În același timp, alți opt membri ai familiei de Guise sunt arestați și uciși a doua zi în temnițele palatului. Caterina, bolnavă la pat de o infecție pulmonară, nu știa nimic. Nu se cunoaște reacția ei când fiul său intrând în camera sa o anunță: "Te rog iartă-mă, ducele de Guise e mort. El nu va mai vorbi, a trebuit să-l ucid. I-am făcut ceea ce el voia să-mi facă mie". Dar se știe că în ziua de Crăciun spune unui călugăr: "Oh nenorocitul, ce a făcut..roagă-te pentru el..îl văd îndreptându-se în grabă spre ruină".În 5 ianuarie 1589, în vârstă de șaizeci și nouă de ani, moare (probabil de pleurezie) înconjurată de dragostea celor dragi, dar distrusă de ruina familiei sale și a Franței. L'Estoile a scris: "cei apropiați ei au crezut că viața ei a fost scurtată de neplăcerea produsă de fapta fiului său". Pentru că Saint-Denis era în mâinile conjuraților, trupul său rămâne la Blois; abia peste 22 de ani va fi depus la basilica Saint-Denis de către fiica lui Henric al II-lea și a Philippei Duci, Diana. În 1793 o gloată de revoluționari,  profanează mormântul, iar oasele ei vor fi îngropate într-o groapă comună împreună cu resturile altor regi și regine. Acuzațiile cum că ar fi otrăvit-o pe Jeanne d'Albret și involuntar pe Carol al IX-lea sunt pure invenții ale romancierilor secolului XIX,(Michel Zévaco și Alexandre Dumas) nu se bazează pe nici o dovadă. Personalitatea Caterinei de Medici e dificil de schițat datorită faptului că dintotdeauna asupra ei a plutit o legendă neagră. Tradiția populară a făcut din ea o femeie machiavelică, nemiloasă și despotică. Chiar și istoricii au păstrat această imagine fără să realizeze propriile erori. Un proces de totală dezinformare a făcut din ea un monstru sângeros. A trebuit să așteptăm jumătatea secolului XX, pentru ca istoriografia tradițională a acestei regine să fie complet pusă în discuție: Jouanna, Garisson, Bourgeon, Crouzet. Din epoca războaielor religioase, hughenoții și catolicii au disprețuit și au luat în râs politica de toleranță a reginei mamă. O propagandă eficace împotriva familiei de Valois a perpetuat o imagine complet falsă a reginei. Înfrângerea din 1589 nu a permis reabilitarea. Mai rău, în secolul al XVII-lea istoricii au disprețuit intenționat familia de Valois, pentru a ridica și mai mult imaginea familiei de Bourbon care era la conducere.  Uitaseră minunatele rezultate obținute de Henric al IV-lea și mai târziu de Richelieu, obținute continuând politica dusă de Caterina. În secolul al XVIII-lea când regii nu mai erau la modă,  politica înțeleaptă a reginei a fost percepută ca despotică și opresivă. În secolul al XIX-lea scriitorii, mai ales Alexandre Dumas, școala republicană și tradiția populară au reluat toate prejudecățile, fără să țină cont de totala discordanță dintre fapte și legende. Astăzi figura Caterinei de Medici a fost reabilitată de istorici, dar opinia populară prin tradiție, continuă să fie negativă. În anumite castele din Franța sunt ghiduri turistice, care fără nici o dovadă, continuă să povestească istorii neîntemeiate despre Caterina, pentru a impresiona publicul. Toate acestea au făcut ca legenda neagră a Caterinei să ajungă până în zilele noastre.
La opt luni după moartea ei, Henric al III-lea este asasinat de un fanatic religios, Jacques Clément. Moartea sa înseamnă sfârșitul dinastiei de Valois, după aproape trei secole și începutul dinastiei de Bourbon, succesorul său fiind Henric al IV-lea.

## Legenda neagră a Caterinei de'Medici

### O femeie despotică care a încercat să preia puterea

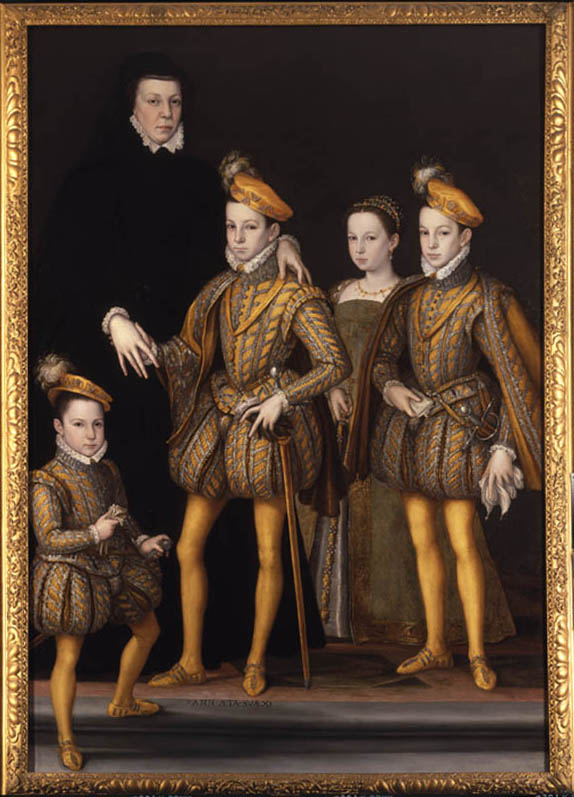
Caterina cu fiii săi: regele Carol al IX-lea, Margareta, Henric de Anjou și Francisc de Alençon, circa 1561

Trebuie luat în considerare faptul că ea avea toate drepturile: regină mamă fiind, era obligată să asigure moștenirea fiilor săi. Franța era sfâșiată de lupte interne și era de datoria ei să salveze integritatea regatului și a monarhiei. A fost o femeie puternică, la fel ca vecina ei, Elisabeta I.
Când Henric al II-lea a murit, ea era doar o văduvă singură, de origine italiană, cu cinci copii minori și două familii puternice (Guise și Bourbon) care încercau să preia puterea.
Mai târziu Henric al IV-lea ar fi spus: "Eu vă întreb ce ar putea face o femeie, rămasă la moartea soțului ei cu cinci copii mici în brațe și două familii (Bourbon și Guise) care încearcă să ia coroana. Nu a fost ea obligată să joace roluri ciudate pentru a înșela mai întâi pe unul, apoi pe celălalt, cu scopul de a-și proteja așa cum a făcut, fiii, care au domnit succesiv datorită conduitei înțelepte a acestei femei perspicace? Sunt surprins de faptul că nu a făcut mai rău". 
A făcut totul pentru a păstra tronul pentru fii săi. Practic, autoritatea ei a fost mereu condiționată de războaiele civile. Politica ei a apelat uneori la măsuri disperate pentru a menține familia Valois la putere. Fără ea nici unul dintre fii ei nu ar fi reușit să rămână la putere. Anii în care a condus au fost numiți „anii Caterinei de Medici”, conform biografului ei, Mark Strage.

### Legenda

Blazonul Caterinei de' Medici

- O italiană care lasă ca Franța să fie condusă de străini

Pentru multe lucruri era considerată o străină. Când a ajuns în Franța avea 14 ani și  cunoștea prea puțin limba, iar mai târziu vorbea cu accent italian. Dar crescuse în Franța, avea o cultură și o inteligență rafinată fondată pe versatilitatea renașterii italiene. Politica sa a fost mereu în interesul țării adoptive. Într-o perioadă de războaie civile, prestigiul monarhiei fiind în scădere, ea a încercat din toate puterile să-l mențină. A fost și o patroană a  artei franceze a renașterii pe toată perioada în care a fost la putere.
- O femeie rea care recurge la metode extreme pentru a păstra puterea

Ce nu s-a spus despre otrăvuri și asasinii care i-ar fi avut în serviciul său. Sunt insinuări fără nici o dovadă. Istoricii au crezut că ea a organizat Noaptea Sfântului Bartolomeu. Unii au imaginat-o privind cu dispreț grămada de cadavre de protestanți masacrați din curtea Luvrului, după noaptea Sfântului Bartolomeu.
- O adeptă a machiavelismului

Adversarii Caterinei au acuzat-o că crea discordie pentru a domni mai bine.
În realitate nu avea încredere în nici un partid, și-a petrecut viața încercând să le țină în frâu ambițiile și să pună regele în lumină. Doar degradarea puterii regale și slăbiciunea mijloacelor sale o fac să treacă de la un partid la altul.
- O femeie iritabilă, devorată de gelozie

Scriitorii au avut tendința să exagereze ura Caterinei de Medici pentru Diana de Poitiers, amanta soțului său. E adevărat că nu-i era simpatică, dar romancierii au imaginat o răzbunare cruntă a Caterinei, la moartea lui Henric al II-lea, ceea ce nu s-a întâmplat. Sau faptul că educația fiilor regali a fost încredințată Dianei, iar Caterina suferea amarnic. În realitate Caterina veghea asupra fiilor săi mult mai mult decât Diana.
- O femeie care folosește magia pentru a-și atinge scopurile

E adevărat că se întâlnea cu Nostradamus, dar răuvoitorii o vor  înconjurată de vrăjitori, mai ales italieni, oglinzi magice  și poțiuni.

### Personalitate
Era o regină amabilă și atentă  la binele supușilor - o regină  care a domnit cu inima. Deși era îmbrăcată de obicei în negru, a fost cea mai optimistă persoană a secolului său. Credea în pace, în împăcare. Regatul fiilor era  în pericol, pentru ei s-a dedicat țării. A avut tendința de a fi o mamă destul de posesivă.

## Patroană a artelor
Caterina a crezut în idealul renascentist. A fost inspirată de exemplul socrului său Francisc I al Franței, care a găzduit la curtea sa cei mai importanți artiști din Europa și de strămoșii ei, Medici.Într-o epocă de războaie civile în care respectul pentru monarhie era în scădere, a căutat să consolideze prestigiul regal prin intermediul unui afișaj cultural generos. După ce a avut controlul finanțelor regale, a lansat un program de patronaj artistic care a durat trei decenii. În această perioadă ea a prezidat cultura Renașterii Franceze în toate ramurile artelor.Mare iubitoare de artă, după moartea ei, un inventar făcut la Hôtel de la Reine, arată că a fost o colecționară pasionată, colecția ei cuprinzând tapiserii, hărți desenate manual, sculpturi, porțelanuri, ceramică de Limoges, mătăsuri chinezești, mobiliere încrustate cu fildeș, sute de portrete și multe altele. Multe portrete din colecția ei au fost pictate de Jean Clouet(1480-1541) și fiul său François Clouet(1510-1572).

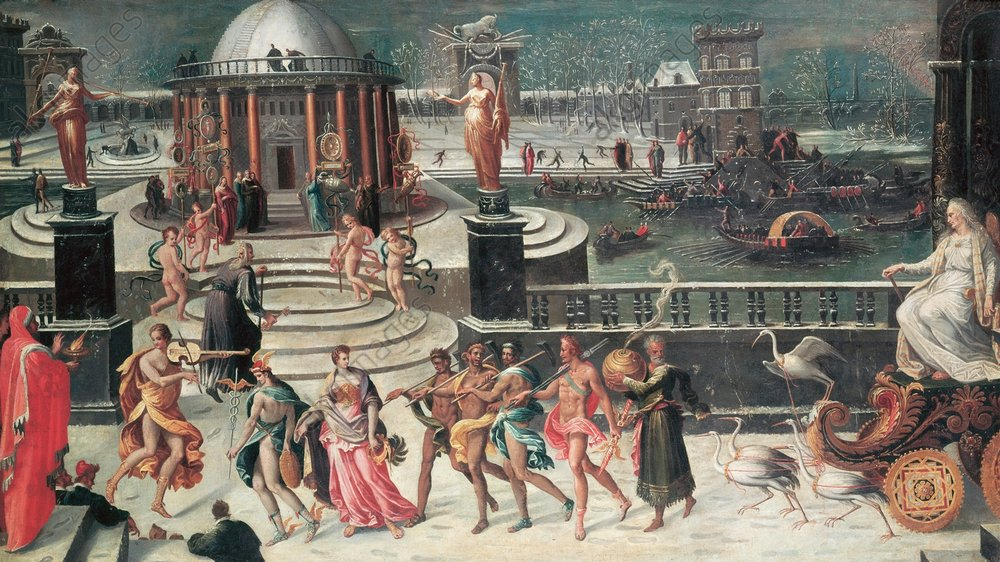
Triumf de iarnă de Antoine Caron pictat în 1568

 În ultimile două decenii ale vieții sale, doi pictori ies în evidență: Jean Cousin cel tânăr(1522-1594) și Antoin Caron (1521-1599) care a devenit pictorul oficial al Caterinei după ce a lucrat la Fontainebleau. Multe dintre picturile lui Caron, printre care Triumful Anotimpurilor, sunt subiecte alegorice care au ecou în festivitățile pentru care curtea Caterinei a devenit celebră. Ele descriu evenimente organizate la Fontainebleau în 1564, la Bayonne în 1565, precum și la Tuileries în 1573 cu ocazia vizitei ambasadorilor polonezi veniți pentru a prezenta coroana Poloniei, fiului Caterinei, Henric de Anjou.Biograful Leonie Frieda sugerează că "Caterina mai mult decât oricine, a inaugurat festivitățile fantastice pentru care mai târziu monarhii Franței vor fi renumiți". Spectacolele muzicale în special, au permis Caterinei să exprime darurile ei creative. Ele au fost în general dedicate idealurilor de pace și erau bazate pe teme mitologice. Pentru a crea dramele speciale, muzica și efectele pitorești pentru aceste evenimente, Caterina a angajat cei mai importanți artiști și arhitecți ai acelor vremuri. Istoricul Francisc Yates a numit-o "o mare artistă creatoare de festivaluri". Caterina a introdus treptat o serie de modificări la distracțiile tradiționale: de exemplu mărește importanța dansului în timpul spectacolelor. Naște o formă distinctă de artă balet de Court, baletul curții. Datorită sintezei dintre dans, muzică și versuri, ia naștere Balet comique de la Reine, în 1581, care este considerat de către experți primul balet autentic. Caterina a avut o dragoste mare și pentru arhitectură. Ca fiică de Medici, sugerează istoricul francez de artă Jean-Pierre Babelon, a fost condusă de pasiunea de a construi și de a lăsa mari realizări în urma ei. După moartea lui Henric al II-lea, ea a dorit să imortalizeze memoria soțului ei și să sporească grandoarea monarhiei printr-o serie de construcții costisitoare. A construit două noi palate la Paris: Tuileries și Hôtel de la Reines. A fost implicată îndeaproape în planificarea și supravegherea lucrărilor.Poeții au lăudat-o ca pe o noua Artemisa, după Artemisa a II-a din Caria care a construit mausoleul din Halicarnas pentru soțul său mort. Caterina a comandat un mormânt magnific pentru Henric al II-lea, la bazilica Saint-Denis. Acesta a fost proiectat de Francesco Primaticcio(1504-1570), iar sculpturile au fost făcute de Germain Pilon(1528-1590). Istoricul de artă Henri Zerner a numit acest monument "ultimul și cel mai strălucitor mormânt regal al renașterii".A comandat lui German Pilon sculptura de marmură care conține inima lui Henric. Un poem de Ronsard, gravat la baza sa, spune cititorului să nu se mire că un vas atât de mic poate conține o inimă atât de mare, pentru că inima adevărată a lui Henric bate în pieptul Caterinei.
Mark Strage,unul dintre biografii ei a spus: „Caterina a fost cea mai puternică femeie a secolului al XVI-lea”.

## Obiceiuri introduse de Caterina la curtea Franței
Pentru că nu era satisfăcută de bucătăria de la curtea Franței, a adus bucătari din Toscana, punând astfel bazele faimoasei bucătării franceze. Ea a fost cea care a separat mâncărurile sărate de cele dulci și tot ea a introdus în Franța utilizarea furculiței la masă.
Caterina a răspândit folosirea chiloților la doamnele de la curte, deoarece iubind mult călăria, era un obiect de îmbrăcăminte necesar.

## Caterina în cultura populară

### Literatură
- Regina Margot de Alexandre Dumas tatăl (1845)
- Die Jugend des Königs Henry Quatre de Heinrich Mann (1935)
- Die Vollendung des Königs Henry Quatre de Heinrich Mann (1938)
- L'ombra della Regina Nera de Monica Avanzini (2009)
- La regina maledetta de Jeanne Kalogridis, (2009)
- Le confessioni di Caterina de'Medici de C. W. Gortner, (2011)
- Mr. Gwyn de Alessandro Baricco (2011)

### Cinema
- Intolerance cu Josephine Cromwell (1916)
- Perlele coroanei cu Marguerite Moreno (1937)
- Regina Margot cu Françoise Rosay (1954)
- Diana la cortegiana  cu Marisa Pavan (1956)
- Le armi della vendetta cu Isa Miranda (1964)
- Maria Stuart, regina Scoției cu Katherine Kath (1972)
- Donne di piacere cu Laura Betti (1990)
- Regina Margot cu Virna Lissi (1994)
- Henric al IV-lea cu Hannelore Hoger (2010)

### Televiziune
- Regina Margot cu Alice Sapritch (1961)
- The Massacre of St. Bartholomew's Eve cu Joan Young (1966)
- Regina Elisabeta cu Margaretta Scott (1971)
- Doamna de Monsoreau cu Maria Meriko (1971)
- Cavalerul Pardaillan cu Dominique Blanchar (1988)
- Catherine de Médicis Le Tocsin de la révolution cu Alice Sapritch (1989)
- Saint Germain ou la Négociation cu Marie-Christine Barrault (2003)
- Reign (2013)

## Descendenți
| Nume                                | Naștere            | Deces             | Note |
| ----------------------------------- | ------------------ | ----------------- | --- |
| Francisc al II-lea, rege al Franței | 19 ianuarie 1544   | 5 decembrie 1560  | Delfin al Franței până la moartea tatălui. Căsătorit cu Maria, regină a Scoției (1542 - 1587) în 1558. A fost încoronat la 15 ani și a domnit un an, murind din cauza unui acces cerebral. Nu a avut copii. |
| Elisabeta de Valois                 | 2 aprilie 1545     | 3 octombrie 1568  | căsătorită cu Filip al II-lea al Spaniei (1527 - 1598) în 1559. A murit din cauza unui avort la 23 de ani. A avut două fiice. |
| Claude de Valois                    | 12 noiembrie 1547  | 21 februarie 1575 | căsătorită cu Charles III, Duce de Lorraine (1543 - 1608), a născut nouă copii și a murit la 28 de ani când a născut ultimul copil. |
| Ludovic al Franței                  | 3 februarie 1549   | octombrie 1549    | |
| Carol al IX-lea al Franței          | 27 iunie 1550      | 30 mai 1574       | căsătorit cu Elisabeta de Austria (1554 - 1592) în 1570. S-a urcat pe tron la 9 ani, până la 13 ani mama sa a fost regentă. De la soție a avut o fiică Maria Elisabeta (1572-1578). De la amanta sa Marie Touchet, a avut un fiu Carol (1573-1650). A murit la 24 de ani de tuberculoză. |
| Henric al III-lea al Franței        | 19 septembrie 1551 | 2 august 1589     | căsătorit cu Louise de Lorraine în 1575. A fost ales rege al Poloniei în 1573. Dar la moartea fratelui Carol al IX-lea, a fugit și s-a urcat pe tronul Franței. Faimos pentru că se înconjura de favoriți numiți mignon, a luptat împotriva Ligii catolice, dar a fost învins. A fost asasinat de un călugăr fanatic catolic în 2 august 1589. Nu a avut fii. Cu el se stinge Casa de Valois. |
| Margareta de Valois                 | 14 mai 1553        | 27 martie 1615    | cunoscută ca Margot, căsătorită cu Henric al IV-lea al Franței. A fost regină a Franței și Navarrei. A fost o intelectuală activă, protectoare a artelor, scriitoare și poetă. Opera sa cea mai importantă Mémoires, au fost primele memorii scrise în Franța de o femeie. Nu a avut copii.                                                                                                   |
| François, Duce de Anjou             | 18 martie 1555     | 19 iunie 1584     | S-a născut cu o ușoară formă de nanism, și în timpul tinereții fața sa a fost desfigurată de variolă. A aspirat toată viața la tronul Franței și a conspirat cu sora sa Margareta și Henric al III-lea de Navarra de mai multe ori. A murit de tuberculoză la 29 de ani. Nu a avut copii. |
| Ioana de Valois                     | 24 iunie 1556      | 24 iunie 1556     | geamănă cu Victoria de Valois; a murit în pântecul mamei. |
| Victoria de Valois                  | 24 iunie 1556      | august 1556       | geamănă cu Ioana de Valois; a murit la două săptămâni după naștere. |